# جين إلستون
جين إلستون (بالإنجليزية: Gene Elston)‏ هو معلق رياضي أمريكي، ولد في 26 مارس 1922، وتوفي في 5 سبتمبر 2015.

## وصلات خارجية
- جين إلستون على موقع IMDb (الإنجليزية)